# Розширена сім'я

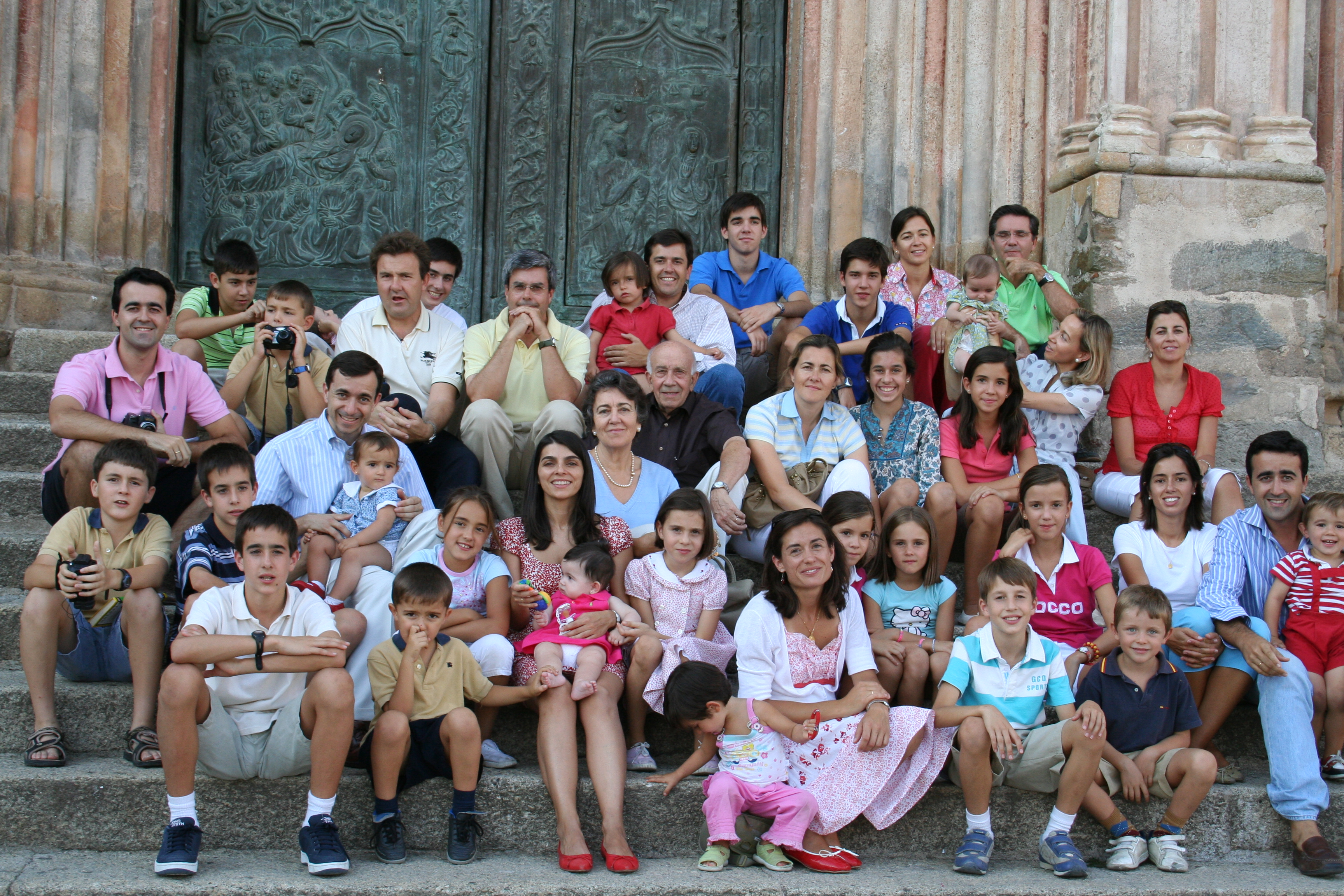
Іспанська розширена сім'я.

Розширена сім'я  — сім'я, що складається з декількох поколінь, що живуть в сім'ї; протилежність — нуклеарні сім'ї. Велику розширену сім'ю іноді називають кланом.
Така модель сім'ї є характерною для слабо розвинутого  суспільства, а також феодальної і сільської місцевості, де бабусі і дідусі, їх діти й онуки живуть разом і ведуть домашнє господарство. Часто розширена сім'я також з'являється в бідних громадах, де через відсутність фінансів послідовні члени сім'ї не виїжджають з дому. Сьогодні такі сім'ї стають все менш поширеними, і є тенденція до відходу від цієї моделі.